# Dyrektywa nr 41
Dyrektywa nr 41 – dyrektywa wydana przez Adolfa Hitlera 5 kwietnia 1942 roku, która nakazywała Wehrmachtowi przygotowanie strategii letniej, której najważniejszym elementem byłoby zdobycie kaukaskich złóż ropy naftowej.